# Renocila curtipinnata
Renocila curtipinnata är en kräftdjursart som beskrevs av Bruce 1991. Renocila curtipinnata ingår i släktet Renocila och familjen Cymothoidae. Inga underarter finns listade i Catalogue of Life.